# Metsähallitus
Metsähallitus  (forststyrelsen på svensk, Meahciráđđehus  på samisk) eller Skovstyrelsen er en finsk statslig styrelse som forvalter godt 12 millioner hektar statsejet skov- mark- og vandområder. Dens virksomheder omfatter både skovdrift og offentlige forvaltningsopgaver.
Metsähallitus administrerer blandt andet nationalparker i Finland og andre naturreservater på statligt område, sammenlagt 9,1 millioner hektar statslig jord og 3,4 millioner hektar vandområde. Heraf er 3,9 millioner hektar land og 3,2 millioner hektar vand beskyttede naturområder. Sammenlagt er der 40 nationalparker, 19 naturreservater og omkring 500 andre beskyttede områder samt 12 ødemarksområder.
Metsähallitus blev grundlagt i 1859 som et embedsværk for skovdrift og -beskyttelse.

## Webstedet Utinaturen
Metsähallitus driver webstedet Utinaturen.fi som indeholder information om friluftsliv, og især beskrivelser af nationalparker, vildmarksområder (Vildmarksområder i Finland), naturreservater, strøområder og andre udflugtsmål, men også gode råd om ture og lignende.